# Архангельський трамвай
Архангельський трамвай - ліквідована трамвайна мережа у місті Архангельськ, Росія. Була в експлуатації у 1916-2004 роках.

## Історія
Будівництво трамвайної мережі було розпочато у 1914, та введено в експлуатацію 26 червня 1916. До 1956 року в Архангельську діяло дві окремих мережі: у місті і на острові Соломбала. До будівництва Кузнечевського моста взимку рейки прокладали кригою річки Кузнечиха.
В 2000 році була закрита трамвайна лінія № 5, що курсувала маршрутом: Октябрят (трамвайне депо), - вул. Гагаріна. На острові Соломбала трамвайна мережа ліквідована у 2002 році, було закрито дві лінії:
- 3: СРЗ Червона кузня - вул. Баумана
- 4: СРЗ Червона кузня - вул. Малиновського

В 2003 році було ліквідовано маршрути № 1 і 2. Після закриття лінії №2 лінію №2К перенумерували на лінію № 2. Останню трамвайну лінію в Архангельську № 2 було закрито 21 липня 2004.
Після ліквідації у 1961 році трамвайної мережі у Кіруна, Швеція, Архангельськ мав найпівнічнішу трамвайну мережу у світі. Після ліквідації Архангельського трамваю найпівнічнішою мережею є трамвай у Тронгеймі.

## Маршрути на 2000 рік
- № 1	вул. Урицького — СРЗ Червона Кузня(В 1950-х рр. — "Центральний маршрут")
- № 2	вул. Виучейського — Лісозавод №2
- № 3	СРЗ Червона кузня — вул. Баумана
- № 4	СРЗ Червона кузня — вул. Малиновського
- № 5	вул. Октябрят — вул. Гагаріна

## Рухомий склад на 2000 рік
- ЛМ-93 – 20 шт
- РВЗ-6
- ЛВС-86T - 6 шт

## Ресурси Інтернету
- «Омнибус» — № 4 (110) — 2005 — «Самый северный трамвай в мире теперь уже не в Архангельске»
- Сайт общественного транспорта г. Архангельск. Фотографии, расписание, новости
- Фотографии разобранных трамвайных путей на сайте С. Болашенко[недоступне посилання]
- Исторические фотографии трамваев в Архангельске [Архівовано 4 березня 2016 у Wayback Machine.]
- Интерактивная карта системы трамвайных Архангельск
- Последний трамвай на Троицком проспекте г. Архангельск. 11 мая 2003 года
- ПЕРЕВОЗКИ ПАССАЖИРОВ ТРАМВАЯМИ ПО ГОРОДАМ РОССИЙСКОЙ ФЕДЕРАЦИИ (миллионов человек) — Федеральная служба государственной статистики РФ[недоступне посилання з лютого 2019]